# Berg-sur-Moselle
Berg-sur-Moselle è un comune francese di 437 abitanti situato nel dipartimento della Mosella nella regione del Grand Est.

## Società

### Evoluzione demografica
Abitanti censiti